# Патриція Руссо
Патриція Ф. Руссо (народилася 12 червня 1952, Трентон, Нью-Джерсі) — американська бізнесменка. Найбільше відома тим, що працювала генеральним директором компанії Lucent Technologies та Alcatel-Lucent, компанії — великого виробника комунікаційного обладнання, що виникла в результаті об'єднання. Станом на 2020 рік вона була членом ради директорів General Motors, Merck & Co. та Arconic, Inc. Обрана також головою некомерційної організації Partnership at Drugfree.org . До поділу Hewlett-Packard на дві компанії в 2015 році Руссо обіймала посаду провідного незалежного директора. Зараз вона працює головою Hewlett Packard Enterprise .
У 2006 році журнал Forbes поставив Руссо на десяте місце в списку 100 найвпливовіших жінок світу .

## Кар'єра в Lucent
Руссо приєдналася до попередника Lucent у 1982 році . У 1992 році вона стала президентом відділу систем бізнес-комунікацій, перейшовши в 1997 році на посаду виконавчого віце-президента з корпоративних операцій, а в 1999 році — на посаду виконавчого віце-президента та головного виконавчого директора Service Provider Networks Group. Вона пішла в серпні 2000 року після реорганізації; однак у січні 2002 року повернулася, щоб обійняти посаду головного виконавчого директора. Після "скорочення витрат і зосередження на продажі бездротового обладнання, Руссо вдалося повернути Lucent до прибутковості в 2004 році, після трьох років збиткової діяльності. Однак прибуток того року «головним чином, було досягнуто завдяки скороченню витрат, скороченню виплат пенсіонерам та скороченню бюджетів на дослідження та розробки, що викликало протести».
2 квітня 2006 року було оголошено, що Руссо стане головним виконавчим директором нової об'єднаної компанії, яка утвориться в результаті злиття французької комунікаційної компанії Alcatel та Lucent. Це злиття відбулося юридично 1 грудня 2006 року. Коли Руссо обійняла посаду генерального директора об'єднаної компанії, Серж Чурук, колишній генеральний директор Alcatel, залишився на посаді голови.
Утім, об'єднана компанія не змогла отримати прибуток, і в результаті керівництво компанії вдалось до реструктуризації та звільнень, щоб вирішити питання, які вважалися «складними ринковими умовами». Правління врешті-решт вирішило усунути керівну команду, і 29 липня 2008 року Руссо разом із головою Alcatel-Lucent Сержем Чуруком оголосили, що підуть у відставку до кінця 2008 року в рамках широкомасштабного оновлення топ-менеджменту. Також було оголошено про значні зміни у складі правління компанії. Акції Alcatel-Lucent втратили більше 60 % своєї вартості після злиття.
У заяві, опублікованій Alcatel-Lucent щодо її відходу, Руссо цитує слова: «Компанія виграє від нового керівництва, яке об'єднає новий склад правління, щоб представити свіжу та незалежну перспективу, яка виведе Alcatel-Lucent на новий рівень, а, від так, зростання та розвитку на глобальному ринку, що швидко змінюється». 2 вересня 2008 року її змінив на цій посаді Бен Вервааєн .

## Керівництво в інших компаніях
Руссо дев'ять місяців працювала на посаді головного операційного директора Eastman Kodak, посаду, яку вона залишила в січні 2002 року, коли повернулася до Lucent, щоб обійняти посаду головного виконавчого директора. Вона також була головою компанії Avaya, яка була відокремлена від Lucent. Однак у січні 2017 року Avaya оголосила про банкрутство .
23 липня 2009 року General Motors оголосила, що Руссо увійшла до нової ради директорів компанії.
Через два роки в 2011 році Патриція Руссо увійшла до ради директорів Hewlett-Packard, а в 2014 році вона обійняла посаду головного директора. Після розколу HP була призначена головою ради директорів Hewlett-Packard Enterprise у листопаді 2015 року.
Окрім того, Патриція Руссо входить до складу правління компаній Alcoa, KKR та Merck, а також обіймає посаду головного директора General Motors.

## Особисте життя
Руссо народився 1952 року в Трентоні, штат Нью-Джерсі (США). Окрім неї в родині було ще шестеро братів та сестер. Під час навчання в середній школі, вона активно займалася спортом і навіть стала капітаном команди підтримки, перш ніж закінчити середню школу Лоуренса в 1969 році. Патриція Руссо здобула освітній ступінь бакалавра політології та історії в Джорджтаунському університеті, Вашингтон, округ Колумбія, у 1973 році та закінчила Програму підвищення кваліфікації в Гарвардській школі бізнесу .